# テレビ朝日系列深夜ニュース枠
テレビ朝日系列深夜ニュース枠（テレビあさひけいれつしんやニュースわく）は、テレビ朝日をはじめとするANN系列にて毎日21時台以降に放送している報道番組の総称の一覧。1985年10月からは月～木曜が、1988年4月からは金曜が、2017年4月からは土曜・日曜がプライムタイムの放送へと移行している。

## 各番組の歴史
1959年の日本教育テレビ（NET）開局と共に朝日新聞制作の『NETニュース』として開始。1967年7月より最終版ニュースのワイド化においては先駆けとなる『NET 夜のワイドニュース』を編成。1970年にANNが発足するとタイトルを『ANN 夜のワイドニュース』に変更する。
1971年4月改編で『23時ショー』の開始に伴い、放送時間が10分枠に縮小し、タイトルも『ANNニュース』となる。
1975年4月改編でTBS - 朝日放送（ABC）とNET - 毎日放送（MBS）のいわゆる腸捻転ネットが解消され、ABCが近畿地方のANN系列局になる。これに伴い朝・昼・夕方・夜の定時ニュースに専用タイトルを付けることとなり、『ANNニュースファイナル』に改称する。1980年10月 - 1982年3月は『ANNスポーツニュース』を内包していた。
1980年より金曜23時枠で『BIG NEWS SHOW いま世界は』を編成。1983年には『TVスクープ』に替わり、最終版ニュース大型化の布石となる。
1985年10月にテレビ朝日は生放送制作機能をアークヒルズに移転、核となる報道番組として、スポーツ番組『ANNスポーツニュース』と統合して平日22時からのプライムタイム枠に『ニュースステーション』が開始される。今の民放の平日深夜のニュースの礎を作ったとも言える報道番組として大いに注目を集めた。ただし、放送開始してからしばらくは、金曜日のみ朝日放送制作ドラマ『必殺シリーズ』編成の都合から23時開始となり深夜枠での放送を継続、『TVスクープ』の放送枠をそのまま引き継ぐ。1988年4月には金曜も22時開始となる。
2004年4月改編で『ニュースステーション』に代わって『報道ステーション』が開始。現在に至る。

### 土日版
1985年10月改編で平日に『ニュースステーション』が開始してからも、土日はしばらく『ニュースファイナル』のまま継続していた。
1987年10月改編でニュースとスポーツニュースを統合した30分番組『ナイトライン』が開始される。
1991年4月改編で放送時間が1時間に拡大され、土曜日をニュース優位の『ニュースフロンティア』、日曜日をスポーツ優位の『スポーツフロンティア』とする。この2番組はしばらく別々のキャスター陣を起用していたが、1994年4月に両番組は統合し『フロンティア』となる。
1995年10月改編で再び土日で再び別番組に分離され、土曜日を『サタデージャングル』、日曜日を『サンデージャングル』と命名される。そのうち『サタデージャングル』は1997年10月改編で土曜18時より枠移動してきた『ザ・スクープ』に吸収される。
21世紀に入り、他局に比べコンパクトな番組構成の『ANN NEWS&SPORTS』として放送していた（日曜版は『GET SPORTS』内包番組として編成されていた）。土曜版は2012年10月からはANNニュースのWebサイト「テレ朝news」での視聴ランキング等情報番組的な要素を取り入れた『ポータル ANNニュース&スポーツ』にリニューアルされる。さらに2015年4月からは『TOKYO応援宣言』がその日の最終ニュースになっていたが、2017年1月から『TOKYO応援宣言』は日曜での放送を継続するも、従前の0時15分枠（土曜深夜）から6時30分枠に移動するため、『ANN NEWS&SPORTS』の土曜版が一時的に再開する。
2017年4月改編で週末のゴールデン・プライムタイム枠にて長年に渡って放送が続いてきた、『土曜ワイド劇場』と『日曜洋画劇場』が同時に幕を下ろし、土曜日は『サタデーステーション』が、日曜日は『サンデーステーション』がそれぞれ放送開始。2018年4月改編で『サンデーステーション』が日曜夕方のニュースとして同16:30 - 18:00枠へ移動することに伴い、日曜版の最終版ニュースは再び『ANN NEWS&SPORTS』となるも、2020年10月改編では『サンデーステーション』が2年半ぶりに再び日曜21時枠に枠移動した。
2024年10月改編で日曜日においては『サンデーステーション』が終了、元NHKアナウンサーの有働由美子がメインキャスターを務める『有働タイムズ』が開始される。

## 主な番組

### 平日
- NETニュース（1959年2月 - 1967年7月14日）
- NET 夜のワイドニュース（1967年7月17日  - 1969年12月） - 系列局ごとに「NET」の部分を変更。
- ANN 夜のワイドニュース（1970年1月 - 1971年3月12日）
- ANNニュース（1971年4月5日 - 1975年10月10日）
- ANNニュースファイナル（1975年10月13日 - 1985年10月4日）
- ニュースステーション（1985年10月7日 - 2004年3月26日）

本番組より、深夜枠からプライムタイムの放送へ移行（金曜のみ1988年3月まで深夜枠での放送を継続）。
- ANN NEWS&SPORTS（2004年3月29日 - 4月2日） - 『報道ステーション』（第1期）開始までのつなぎ番組。
- 報道ステーション（第1期、2004年4月5日 -2016年3月31日）
- ANN NEWS&SPORTS（2016年4月1日 - 8日） - 『報道ステーション』（第2期）開始までのつなぎ番組。
- 報道ステーション（第2期、2016年4月11日 - ）

金曜のみ
- BIG NEWS SHOW いま世界は（1980年4月 - 1983年3月）
- TVスクープ（1983年4月 - 1985年9月）

### 週末
- NETニュース（1959年2月 - 1969年12月）
- ANNニュース（土曜は第1期）（1970年1月 - 1975年10月12日）
- ANNニュースファイナル（1975年10月18日 - 1987年9月27日）
- ナイトライン（1987年10月3日 - 1991年4月7日）
- フロンティア（1994年4月2日 - 1995年10月1日）

土曜版 ※は日曜になってからの放送
- ニュースフロンティア（1991年4月13日 - 1994年3月26日）
- サタデージャングル（1995年10月7日 - 1997年9月27日）
- 検証ドキュメンタリー ザ・スクープ（1997年10月4日 - 2000年3月25日）
- ANNニュース（第2期）※（2000年4月2日 - 2001年4月1日）
- ANN NEWS&SPORTS（第1期）※（2001年4月8日 - 2012年9月30日）
- ポータル ANNニュース&スポーツ※（2012年10月7日 - 2015年3月29日）
- TOKYO応援宣言※（2015年4月5日 - 2016年12月25日[注釈 2]）
- ANN NEWS&SPORTS（第2期）※（2017年1月8日 - 2017年4月16日）
- サタデーステーション（2017年4月22日 - ）

本番組より、深夜枠からゴールデンタイム・プライムタイムの放送へ移行。
日曜版 ※は月曜になってからの放送
- スポーツフロンティア（1991年4月14日 - 1994年3月27日）
- サンデージャングル（1995年10月8日 - 2001年3月25日）
- ベストポジションSPORTS（2001年4月1日 - 2002年3月31日）
- GET SPORTS※（2002年4月8日 - 2017年4月17日[注釈 3]）
- サンデーステーション（第1期、2017年4月23日 - 2018年3月25日）

本番組のみ、深夜枠からゴールデンタイム・プライムタイムの放送。前述したとおり、2018年4月1日から2020年9月27日までは夕方に放送。
- ANN NEWS&SPORTS※（2018年4月2日 - 2020年9月28日）
- ANNニュース※（2020年10月5日 - 12日） - 『サンデーステーション』枠移動までのつなぎ番組。
- サンデーステーション（第2期、2020年10月18日 - 2024年9月29日）

本番組より、深夜枠からゴールデンタイム・プライムタイムの放送へ移行。
- 有働タイムズ（2024年10月6日 - ）

### 番組の移り変わり
| 期間       | 期間       | 平日                                          | 土曜版                                        | 日曜版                              |
| ---------- | ---------- | --------------------------------------------- | --------------------------------------------- | ----------------------------------- |
| 1959.2     | 1967.7.16  | NETニュース                                   | NETニュース                                   | NETニュース                         |
| 1967.7.17  | 1969.12    | NET 夜のワイドニュース                        | NETニュース                                   | NETニュース                         |
| 1970.1     | 1971.3     | ANN 夜のワイドニュース                        | ANNニュース                                   | ANNニュース                         |
| 1971.4     | 1975.10.12 | ANNニュース                                   | ANNニュース                                   | ANNニュース                         |
| 1975.10.13 | 1985.10.6  | ANNニュースファイナル                         | ANNニュースファイナル                         | ANNニュースファイナル               |
| 1985.10.7  | 1987.9.27  | ニュースステーション                          | ANNニュースファイナル                         | ANNニュースファイナル               |
| 1987.9.28  | 1991.4.7   | ニュースステーション                          | ナイトライン                                  | ナイトライン                        |
| 1991.4.8   | 1994.3.27  | ニュースステーション                          | ニュースフロンティア                          | スポーツフロンティア                |
| 1994.3.28  | 1995.10.1  | ニュースステーション                          | フロンティア                                  | フロンティア                        |
| 1995.10.2  | 1997.9.28  | ニュースステーション                          | サタデージャングル                            | サンデージャングル                  |
| 1997.9.29  | 2000.3.26  | ニュースステーション                          | 検証ドキュメンタリー ザ・スクープ             | サンデージャングル                  |
| 2000.3.27  | 2001.3.24  | ニュースステーション                          | ANNニュース                                   | サンデージャングル                  |
| 2001.3.25  | 2001.4.1   | ニュースステーション                          | ANNニュース                                   | ベストポジションSPORTS              |
| 2001.4.2   | 2002.3.31  | ニュースステーション                          | ANN NEWS&SPORTS                               | ベストポジションSPORTS              |
| 2002.4.1   | 2004.3.28  | ニュースステーション                          | ANN NEWS&SPORTS                               | GET SPORTS                          |
| 2004.3.29  | 2004.4.4   | ANN NEWS&SPORTS ※平日はつなぎ番組として放送。 | ANN NEWS&SPORTS ※平日はつなぎ番組として放送。 | GET SPORTS                          |
| 2004.4.5   | 2012.9.30  | 報道ステーション （第1期）                    | ANN NEWS&SPORTS                               | GET SPORTS                          |
| 2012.10.1  | 2015.3.29  | 報道ステーション （第1期）                    | ポータル ANNニュース&スポーツ                 | GET SPORTS                          |
| 2015.3.30  | 2016.3.31  | 報道ステーション （第1期）                    | TOKYO応援宣言                                 | GET SPORTS                          |
| 2016.4.1   | 2016.4.10  | ANN NEWS&SPORTS ※つなぎ番組として放送。       | TOKYO応援宣言                                 | GET SPORTS                          |
| 2016.4.11  | 2016.12.25 | 報道ステーション （第2期）                    | TOKYO応援宣言                                 | GET SPORTS                          |
| 2017.1.4   | 2017.4.17  | 報道ステーション （第2期）                    | ANN NEWS&SPORTS                               | GET SPORTS                          |
| 2017.4.18  | 2018.3.31  | 報道ステーション （第2期）                    | サタデーステーション                          | サンデーステーション                |
| 2018.4.2   | 2020.9.28  | 報道ステーション （第2期）                    | サタデーステーション                          | ANN NEWS&SPORTS                     |
| 2020.9.28  | 2020.10.12 | 報道ステーション （第2期）                    | サタデーステーション                          | ANNニュース ※つなぎ番組として放送。 |
| 2020.10.12 | 2024.9.29  | 報道ステーション （第2期）                    | サタデーステーション                          | サンデーステーション                |
| 2024.9.30  | 現在       | 報道ステーション （第2期）                    | サタデーステーション                          | 有働タイムズ                        |